# Roger Nkodo Dang
 Roger Nkodo Dang est un homme politique camerounais né le 6 novembre 1963 à Fang-Bikang I. Nkodo Dang est membre du Rassemblement démocratique du peuple camerounais (RDPC). Il est député de la circonscription de Nyong-et-Mfoumou (région du Centre).
En mai 2015, Nkodo Dang est élu président du Parlement panafricain où il remplace le Nigérian Bethel Nnaemeka Amadi.

## Biographie
Nkodo Dang est diplomate de formation. À partir de 2012 et sous la présidence Amadi, il est premier vice-président du Parlement panafricain, représentant la région centrale,.
Lors du processus d'investiture du RDPC pour l'élection législative camerounaise de 2013 dans le Nyong-et-Mfoumou, la liste que Nkodo Dang mène est dans un premier temps disqualifiée face à celle de Jean-Claude Bekolo Mbang. Cependant, les fonctions de Nkodo Dang au Parlement panafricain permettent d'envisager qu'il en devienne président et le RDPC, sous la pression de Cavaye Yeguié Djibril, président de l'Assemblée, décide de disqualifier la liste Bekolo Mbang et de requalifier celle de Nkodo Dang. Lors de l'élection Nkodo Dang retrouve son siège à l'assemblée nationale,.
Lors de l'élection à la présidence du Parlement panafricain, il l'emporte avec 85 voix face au Mozambicain Eduardo Joaquim Mulémbwè (70 voix) et au Tunisien Mongi Rahoui (9 voix).
Nkodo Dang est membre de l'ethnie yebekolo (ethnie du peuple boulou).